# Otohiko Kiyono
Otohiko Kiyono (jap. 清野 乙彦, Kiyono Otohiko; * 23. April 1973 in der Präfektur Kanagawa) ist ein ehemaliger japanischer Fußballspieler.

## Karriere
Kiyono erlernte das Fußballspielen in der Schulmannschaft der Teikyo High School. Seinen ersten Vertrag unterschrieb er 1992 bei Nagoya Grampus Eight. Der Verein spielte in der höchsten Liga des Landes, der J1 League. 1993 wurde er nach Deutschland an den VfL Osnabrück ausgeliehen. 1994 kehrte er zu Nagoya Grampus Eight zurück. Ende 1995 beendete er seine Karriere als Fußballspieler.

## Erfolge
Nagoya Grampus Eight
- Kaiserpokal

Sieger: 1995